# Mtambile
Mtambile è una circoscrizione mista (mixed ward) della Tanzania situata nel distretto di Mkoani, regione di Pemba Sud. Conta una popolazione di 4 890 abitanti (censimento 2012).